# Mapania borneensis
Mapania borneensis là loài thực vật có hoa trong họ Cói. Loài này được Merr. mô tả khoa học đầu tiên năm 1917.